# Torslunde Sogn (Ishøj Kommune)

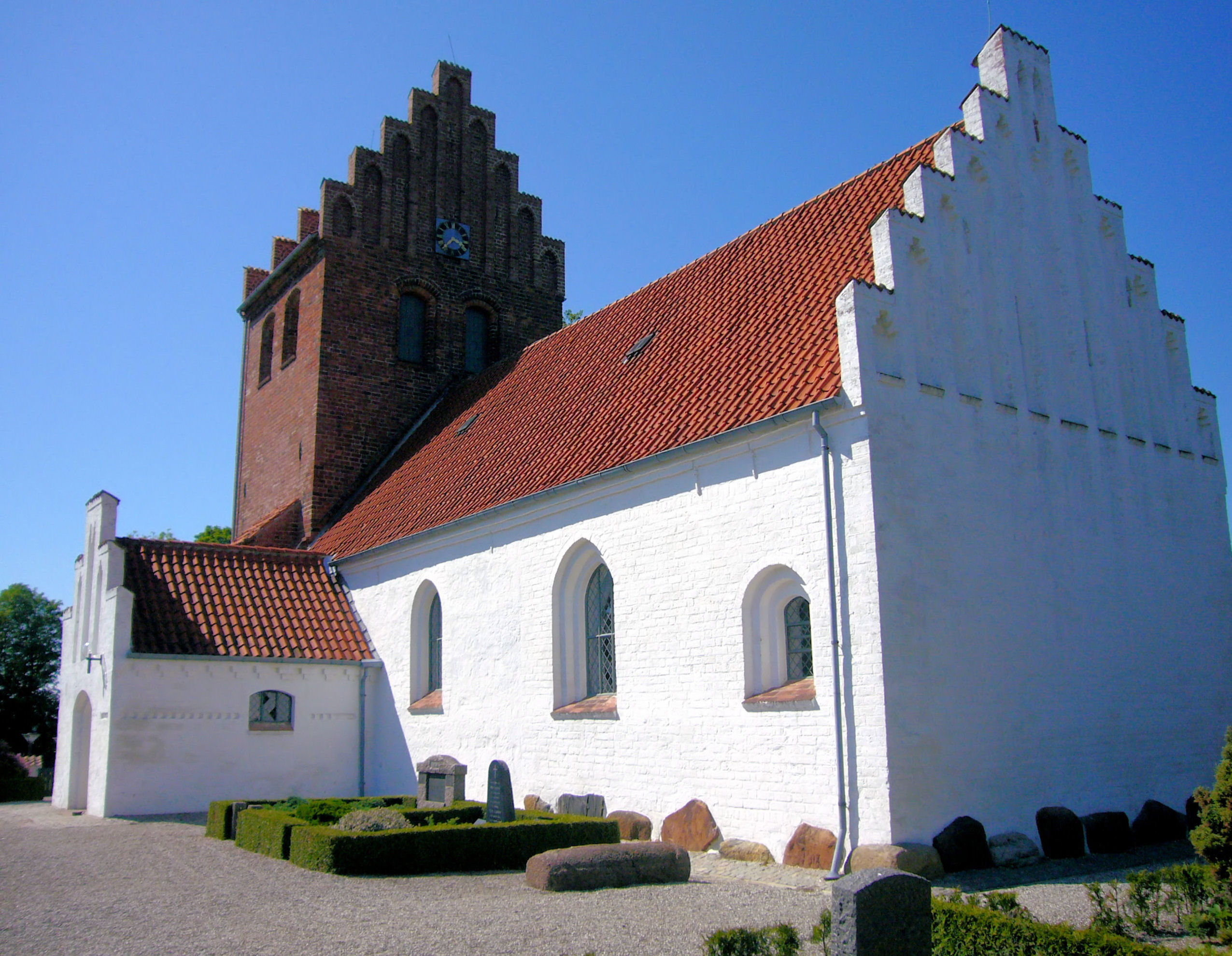
Torslunde Kirke

Torslunde Sogn ist eine Kirchspielsgemeinde (dän.: Sogn) in der Gemeinde Ishøj im Vorortbereich der dänischen Hauptstadt Kopenhagen. Bis 1970 gehörte sie zur Harde Smørum Herred im damaligen Københavns Amt. Mit der Auflösung der Hardenstruktur wurde das Kirchspiel in die Kommune Ishøj aufgenommen, diese blieb mit der Kommunalreform zum 1. Januar 2007 unverändert, gehört aber seitdem zur Region Hovedstaden.
Am 1. Januar 2023 lebten 843 Einwohner im Kirchspiel. Auf dem Gebiet des Kirchspiels liegt die um 1200 erbaute „Torslunde Kirke“.